# Francisco Sagasti
Francisco Rafael Sagasti Hochhausler (AFI: [xoˈxawsler]; Lima, 10 de octubre de 1944) es un ingeniero industrial, investigador, escritor y político peruano-costarricense. Se desempeñó como presidente del Perú, por sucesión constitucional en su calidad de presidente del Congreso, desde noviembre de 2020 hasta julio de 2021.
En las elecciones parlamentarias de 2020, fue elegido congresista por el Partido Morado para distrito electoral de Lima y Residentes en el Extranjero, para el período 2020-2021. Luego de la renuncia de Manuel Merino a la presidencia, y las protestas de 2020, el 16 de noviembre de 2020 Sagasti fue elegido presidente del Congreso de la República del Perú y seguidamente asumió la presidencia de la República, por sucesión constitucional. Con anterioridad a todo esto, ocupó cargos en los gobiernos de Juan Velasco Alvarado, de Francisco Morales Bermúdez y en el de Alan García. Asimismo, fue alto ejecutivo del Banco Mundial.
Su gobierno, autodenominado como «gobierno de transición y emergencia», marcó como ejes la contención de la pandemia de COVID-19, para lo que gestionó la compra de más de 80 millones de vacunas de diferentes laboratorios e impulsó campañas de vacunación, la reactivación económica y la realización de las elecciones del año 2021. Sin embargo, se desarrollaron escándalos como el Vacunagate, que involucró al expresidente Martín Vizcarra y algunos funcionarios del gobierno de Sagasti, y conflictos sociales como el paro agrario en Ica, Piura, La Libertad y Apurímac que dejó cinco fallecidos, entre ellos un menor de 16 años. Del mismo modo, se desarrollaron protestas antimineras en Junín.
Tras culminar su mandato, se le aperturó un juicio político debido a presuntas irregularidades en el retiro de altos mandos de la Policía Nacional del Perú durante su mandato.

## Primeros años, estudios y familia
Francisco Rafael Sagasti Hochhausler nació en Lima, Perú. Hijo de Francisco Sagasti Miller y de Elsa Hochhäusler Reinisch. Es nieto del héroe nacional Francisco Sagasti Saldaña, vencedor de la Batalla de Tarapacá. Su madre nació en Viena, Austria, en 1922, y emigró con sus padres a Chile, donde vivió durante varios años para posteriormente ir al Perú, donde trabajó como periodista en los diarios limeños El Comercio y La Prensa, entre los años 1950 y 1970.
Realizó sus estudios escolares en el Colegio La Salle de la ciudad de Lima, donde conocería al futuro psicoanalista Max Hernández Camarero, quien se convertiría en uno de sus amigos más cercanos.
Ingresó a la Universidad Nacional de Ingeniería (UNI), en la cual estudió Ingeniería industrial. Fue delegado de la Asociación de Centros de la Universidad Nacional de Ingeniería (ACUNI). En 1965 realizó un curso en el Instituto Tecnológico de Monterrey de México. En sus últimos meses de carrera hizo prácticas laborales en empresas consultoras del área de investigación operacional, primero en Lima y después en Londres. Estando en Londres mostró interés por el psicoanálisis y se reencontraría con Max Hernández, quien estaba estudiando y trabajando en la Clínica del Instituto Tavistock. Según relataría más tarde:

Largas conversaciones en pubs, un año nuevo inolvidable en casa de amigos venezolanos, debates con estudiantes peruanos sobre la revolución cultural en China, y una visita a la casa de un joven escritor que años más tarde obtendría el Premio Nobel.

Obtuvo el título de Ingeniero en 1966. Obtuvo una Maestría (MSc) en ingeniería industrial en la Pennsylvania State University, en donde tendría como mentor a Eric Trist, uno de los fundadores del Centro de Relaciones Humanas del Instituto Tavistock. Participó en un proyecto de análisis matemático que estudiaba, mediante la teoría de juegos, las reacciones de los actores implicados en la nacionalización del petróleo peruano por la gobierno de Juan Velasco Alvarado. Luego obtuvo su doctorado (PhD) en investigación operacional y ciencias de sistemas sociales en la Escuela de Negocios Wharton de la Universidad de Pensilvania.
En 1973 inició una relación con la chilena Leonor Giusti, con quien se casó (en segundas nupcias) en 1976. Con motivo de dicha relación, Sagasti adoptó a las 4 hijas de Giusti.
En 1993 se casó con la economista costarricense Silvia Charpentier Brenes, quien fue diputada del Partido Liberación Nacional de Costa Rica y con quien tuvo una hija, pero se separaron en 2005.

## Trayectoria
En los años 1970 fue consultor y asesor en diversos organismos internacionales, como la Comisión Económica para Latinoamérica (CEPAL), el Programa de las Naciones Unidas para el Desarrollo (PNUD), el Sistema Económico Latinoamericano (SELA), el departamento de asuntos científicos de la Organización de los Estados Americanos (OEA), la junta del Acuerdo de Cartagena, entre otros.
En el Perú fue profesor en la Universidad del Pacífico y en la Pontificia Universidad Católica del Perú; en el extranjero ha sido profesor visitante del Instituto de Empresa en Madrid, en la cátedra Silberberg de la Escuela de Negocios Wharton de la Universidad de Pensilvania, y en la Universidad para la Paz en Costa Rica. Ha sido también investigador asociado al Instituto de Estudios de Desarrollo en la Universidad de Sussex.
Entre 1972 y 1977 ocupó el cargo de vicepresidente del Directorio del Instituto de Investigación Tecnológica, Industrial y Normas Técnicas del Perú (ITINTEC). Durante el Gobierno Revolucionario de la Fuerza Armada del general Juan Velasco Alvarado fue asesor del ministro de Industria, el contralmirante AP Alberto Jiménez de Lucio. Durante dicha gestión como asesor, contribuyó en asuntos de industrialización y tecnología. Desde el ministerio, Sagasti asesoró también al Consejo de Investigación Nacional.
En 1979 trabajó con el secretario general de la conferencia de Naciones Unidas sobre ciencia y tecnología para el desarrollo, y participó en la conferencia como miembro de la delegación peruana. Tuvo destacada actuación como negociador en el Grupo de los 77.
De 1978 a 1980 fue asesor del vicepresidente del Centro Internacional de Investigación para el Desarrollo de Canadá en Bogotá y entre 1985 y 1987, durante el primer mandato de Alan García, se desempeñó como asesor del ministro de Relaciones Exteriores, Allan Wagner Tizón. Fue también miembro del Consejo Consultivo del Instituto Nacional de Planificación.
En los años 1980, fundó en el Perú el centro privado de investigación Grupo de Análisis para el Desarrollo (GRADE), y fue docente en distintos centros de estudios, tanto nacionales como internacionales.
De 1988 a 1989 fue presidente del Comité Consultor de Ciencia y Tecnología para el Desarrollo de las Naciones Unidas, miembro del Comité desde 1984 y vicepresidente durante 1986 y 1987.
De 1987 a 1990 fue jefe de la división de planeamiento estratégico del Banco Mundial. En Washington, se reencontraría con Max Hernández. De sus reuniones con él surge la idea de crear Agenda: PERÚ, cuyas actividades se iniciaron en enero de 1993. TV Perú emitió posteriormente los avances de la agenda en una miniserie documental.
De 1990 a 1992, fue asesor principal de los departamentos de Evaluación de Políticas y de Relaciones Externas en el Banco Mundial, al igual que miembro de la misión especial para Organizaciones de Desarrollo de la Comisión Carnegie para Ciencia, Tecnología y Gobierno.
A mediados de 1990, Sagasti, como funcionario del Banco Mundial, participó en el diseño del plan de reinserción del Perú en el Sistema Financiero Internacional junto a Alfred Watkins. Dicho plan fue ejecutado por el gobierno de Alberto Fujimori y empezó con el denominado shock económico implementado por el ministro Juan Carlos Hurtado Miller.
En 1999 fundó el Partido por la Democracia Social (PDS) - Compromiso Perú, junto a Susana Villarán, Gustavo Guerra-García y Jaime Quijandría Salmón.
De 2007 a 2009 fue presidente del Consejo Directivo del Programa de Ciencia y Tecnología (FINCyT) en la presidencia del Consejo de Ministros en las gestiones de Jorge del Castillo y Yehude Simon. Fue nombrado nuevamente en el cargo entre diciembre de 2011 y marzo de 2013 bajo las gestiones de Óscar Valdés Dancuart y Juan Jiménez Mayor.
De 2009 a 2014 fue investigador principal de FORO Nacional/Internacional, entidad dedicada a promover el debate y el consenso sobre temas críticos para el desarrollo nacional e internacional.
Desde agosto de 2011 formó parte del Comité de Ciencia, Tecnología e Innovación de la Municipalidad Metropolitana de Lima, grupo de trabajo al que fue convocado por Susana Villarán.

### Secuestro en la residencia del embajador de Japón
En 1996 fue secuestrado por el grupo terrorista denominado Movimiento Revolucionario Túpac Amaru (MRTA) durante la Toma de la residencia del embajador de Japón. Fue liberado a los pocos días y regresó a Costa Rica, lugar en el cual residía junto a su familia. Al ser liberado, llevó consigo un cartón estampado con las firmas de los miembros del MRTA que, según ha manifestado en diversas entrevistas, mantiene como un "certificado de asistencia".
Sagasti, en ese entonces colaborador de la revista Caretas, pidió a Néstor Cerpa Cartolini, líder del secuestro, que estampe su firma en un pedazo de una caja de cartón. Este hecho, dentro de la elaboración de su diario de la captura, fue hecho con fines periodísticos: un recurso del oficio para llevar a su redacción algún elemento del cautiverio:

Preparativos para la partida: El Árabe me dice que traiga mis cosas; me siento medio mal al ir para recoger mi saco y mi "diploma de rehén," un pedazo de la caja de cartón con botellas de agua mineral japonesa marca Fuji.

Últimos momentos: Serpa está parado al lado de la escalera, conversando con nosotros y sonriendo. Aprovecho para pedirle su autógrafo en mi "diploma de rehén" que tiene como título la operación del MRTA.

La dedicatoria de Serpa es: "Para el Sr. Sagastegui, Con todo Respeto," y la del Árabe es: "Para el Sr. Sagasti, con el respeto de siempre."
Salimos al jardín de la residencia. Levanto el brazo con mi diploma frente a las cámaras. Quiero estar seguro que me vean mi esposa, mis hijos y mi familia. Llamé a mi familia desde el carro en un celular prestado para decirles que había salido de la residencia del embajador de Japón.
Solo entonces me di cuenta de que estaba libre.
Diario de Francisco Sagasti, publicado en diario La Nación de Costa Rica (29 de diciembre de 1996)

Sagasti, en declaraciones recogidas por The New York Times, mencionó: "mi encuentro con Néstor Cerpa fue muy extraño ... él es como un hombre interesante que conoces y quieres comprarle una bebida para seguir hablando" (He was like an interesting guy who you meet and want to buy a drink to continue talking).

## Presidente del Perú

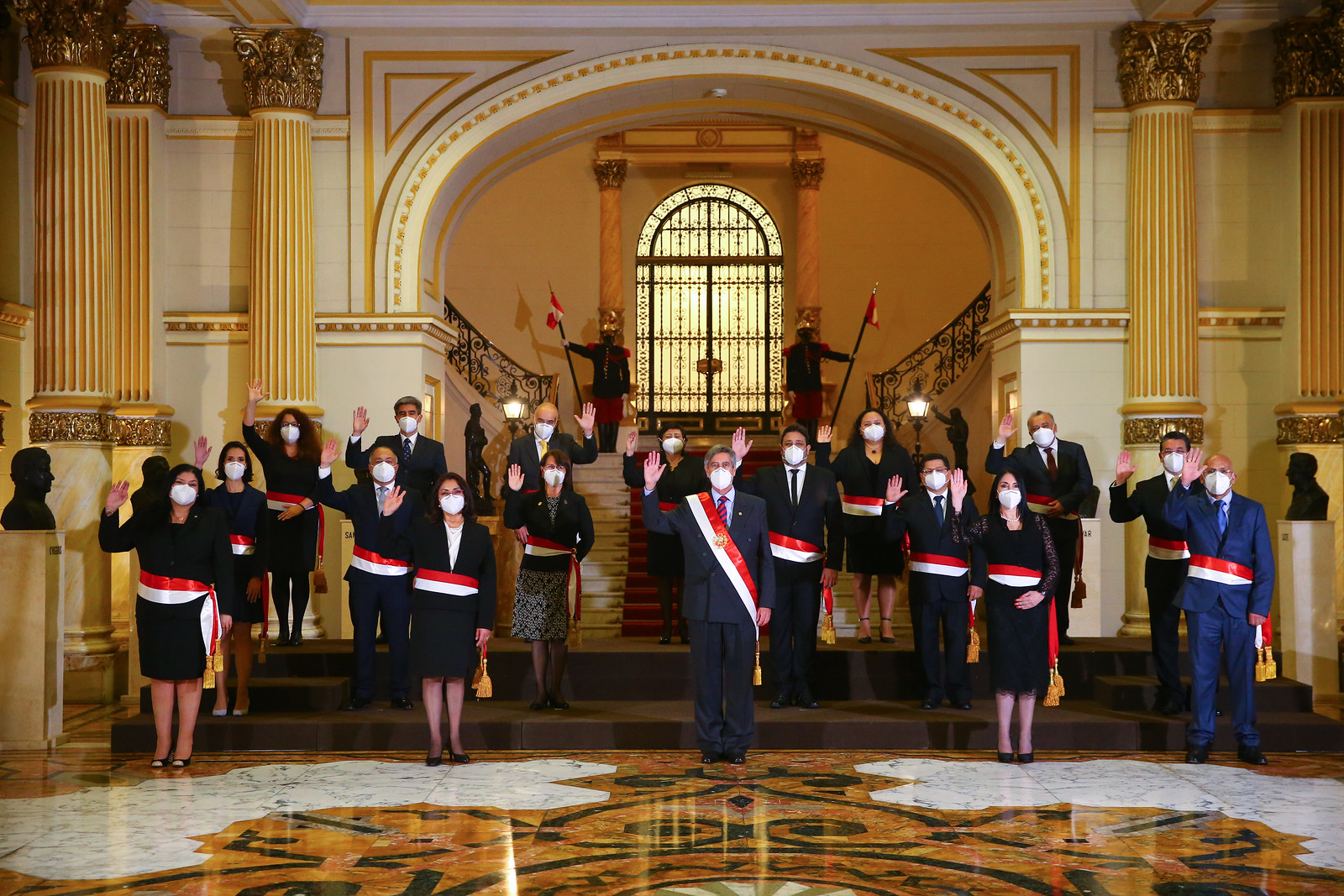
Francisco Sagasti junto con su Consejo de ministros liderado por Violeta Bermúdez.

### Cambios en la Policía Nacional
El día 23 de noviembre de 2020, Sagasti anunció que había decidido hacer cambios en los altos mandos de la Policía Nacional y anunció que designaría al general César Augusto Cervantes como comandante general. Tras el anuncio, los generales Orlando Velasco Mujica (comandante general), Jorge Lam Almonte (subcomandante general) y Herly Rojas Liendo (inspector general) renunciaron a sus puestos. En las cartas de renuncia, los generales advirtieron que el General Cervantes ocupaba el número 18 en el escalafón de oficiales y que de su futura designación contravendría el Decreto Legislativo 1267 y el Decreto Supremo 011-2019-IN por lo que resultaría ilegal. Cabe mencionar que dichas normas establecen que el Comandante General deberá ser elegido entre los Tenientes Generales de mayor antigüedad en el escalafón de oficiales. En caso de no alcanzar disponibilidad de Tenientes Generales, la terna se completará con los Generales de mayor antigüedad en el escalafón de oficiales.
El nombramiento fue oficializado el día 24 de noviembre con el refrendo del ministro del Interior Rubén Vargas Céspedes. Con dicho nombramiento, 17 oficiales generales pasaron al retiro, pues Cervantes ocupaba el número 18 en el escalafón.
El día 26 de noviembre se publicó un pronunciamiento firmado por excomandantes generales de la Policía Nacional que consideraron que la medida resultó de una "malinterpretación" de la Ley Policial y calificaron el pase al retiro de 18 oficiales como una "maniobra antidemocrática" y como una "lesión a la institucionalidad". El día 27 de noviembre, 15 exministros del Interior (Fernando Rospigliosi, Félix Murazzo, Rómulo Pizarro, Remigio Hernani Meloni, Octavio Salazar Miranda, Miguel Hidalgo Medina, Óscar Valdés Dancuart, Daniel Lozada Casapia, Wilver Calle Girón, Daniel Urresti Elera, José Luis Pérez Guadalupe, Vicente Romero Fernández, Mauro Medina Guimaraes, Carlos Morán, César Gentille Vargas) expresaron su preocupación por los hechos y calificaron el nombramiento del nuevo comandante general como "violación de la ley". Del mismo modo, consideraron que el presidente Sagasti había sido inducido a un grave error.
El día 27 de noviembre, el expresidente Martín Vizcarra consideró que el relevo en los altos mandos realizado por Sagasti "no es legal" y que el gobierno de Sagasti debe "respetar la institucionalidad". El día 1 de diciembre, el expresidente Francisco Morales Bermúdez junto a los exministros de Defensa Julio Velásquez Giacarini, Roberto Chiabra, Jorge Kisic Wagner, Jorge Moscoso, Walter Martos y Jorge Chávez Cresta, 12 exjefes del Comando Conjunto de las Fuerzas Armadas y excomandantes generales del Ejército, la Marina de Guerra y de la Fuerza Aérea calificaron que el relevo en la Policía fue "ilegal" y sostuvieron que la decisión "es contraria al ordenamiento jurídico, afecta la moral de la Policía Nacional del Perú y menoscaba el trabajo que esta institución realiza".
El día 2 de diciembre, el periodista Nicolás Lúcar dio a conocer el testimonio de un exmiembro del desactivado Grupo Especial de Inteligencia (GEIN) que reveló que un supuesto medio hermano del ministro del Interior fue dirigente del grupo terrorista Sendero Luminoso; información desmentida por el ministro Vargas. A las pocas horas, Rubén Vargas Céspedes renunció al ministerio del Interior. Fue reemplazado por Cluber Aliaga Lodtmann.
El día 4 de diciembre, el Colegio de Abogados de Lima (CAL) emitió un pronunciamiento en el que sostuvo que el nombramiento del comandante general de la Policía Nacional "no se realizó en estricto cumplimiento del marco normativo".
El día 9 de diciembre, la Defensoría del Pueblo, solicitó al Gobierno resarcir los derechos fundamentales de los que se vieron afectados y señaló que la decisión trasgredió las atribuciones otorgadas por la Constitución Política del Perú. El organismo sostuvo que se ha realizado una interpretación incorrecta de la Ley Policial "que afecta la institucionalidad de [la Policía], contraviene las reglas y estándares fijados por el Tribunal Constitucional y menoscaba los derechos fundamentales".

### Vacunación contra la COVID-19

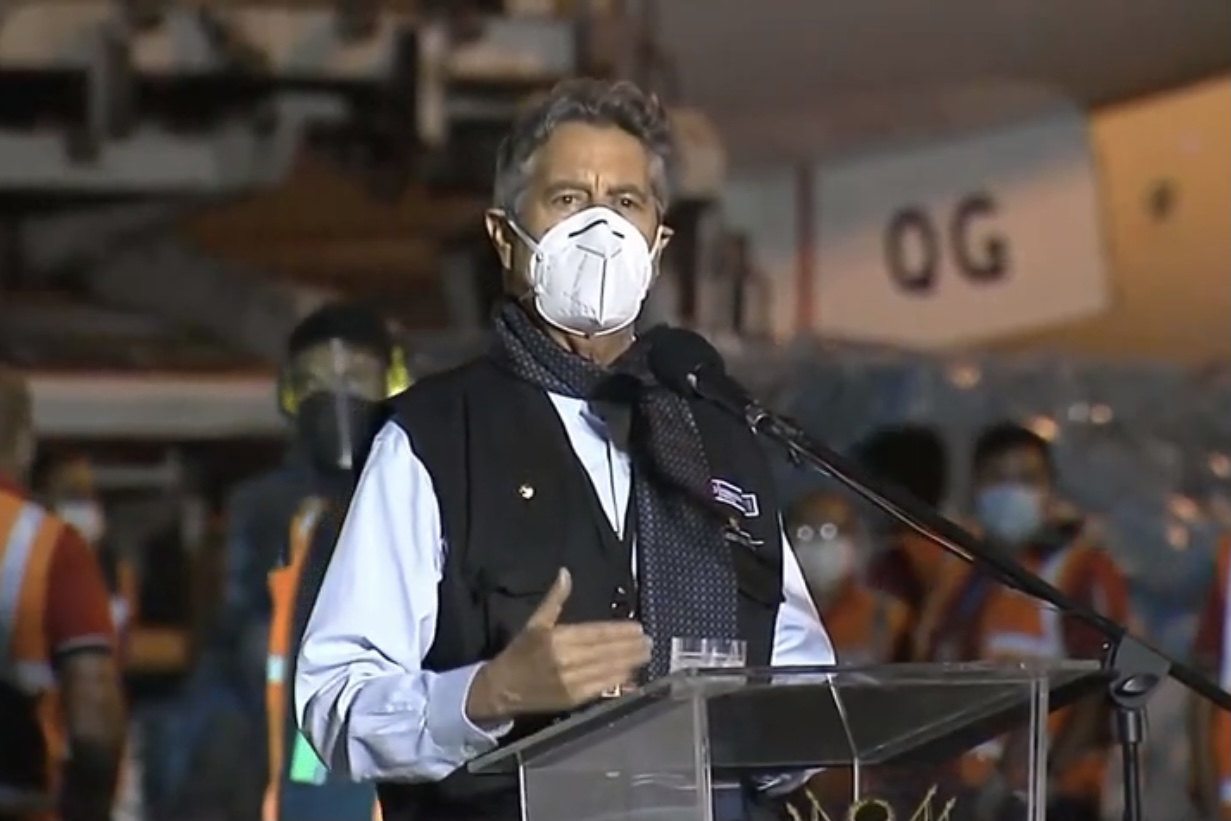
El presidente participando en la recepción del primer lote de vacunas el domingo 7 de febrero de 2021.

El 30 de noviembre de 2020, en una entrevista con los programas Cuarto poder, Panorama, Punto final y Día D el presidente Francisco Sagasti anunció la llegada de 50 mil vacunas del laboratorio Pfizer para diciembre de 2020.
El 5 de diciembre de 2020, en una entrevista en Radio Programas del Perú, el presidente Sagasti aseguró que "Si todo sale bien, a fines de diciembre tendríamos el primer lote de vacunas". Al día siguiente, Sagasti aseveró "En pocas semanas iniciaremos un gigantesco proceso de vacunación para proteger a la población".
El 13 de diciembre, en una entrevista en el dominical Panorama, la presidenta del Consejo de Ministros Violeta Bermúdez sostuvo que en diciembre no se contaría con las vacunas anunciadas. Sin embargo, afirmó que estas llegarían en el primer semestre de 2021.
El 6 de enero de 2021, Sagasti dio un mensaje a la Nación en el cual anunció la llegada de un millón de vacunas del laboratorio Sinopharm para el mes de enero como parte de un contrato con el laboratorio chino por 38 millones de dosis. En el mismo mensaje, anunció un acuerdo con AstraZeneca para la adquisición de 14 millones de dosis. Sagasti también señaló que estas adquisiciones se sumaban a los 13,2 millones de dosis que llegarán al país a través de Covax Facility.
El día 30 de enero, la presidenta del Consejo de Ministros, Violeta Bermúdez, anunció que el primer millón de vacunas de Sinopharm llegaría el 9 de febrero a Lima procedentes de Pekín.
El día 3 de febrero, el portal web El Foco difundió una grabación en la cual el presidente Sagasti manifestaba "su inquietud porque Sinopharm no ha confirmado que el primer lote de vacunas sea de un millón" y se tenía que "estar preparados para cualquier variación". Ante ello, la presidenta del Consejo de Ministros Violeta Bermúdez Valdivia confirmó en una conferencia de prensa que la cancelación de vuelos de la aerolínea KLM a China había puesto en suspenso la llegada de vacunas. La ministra afirmó que el gobierno se encontraba a la espera de la nueva ruta y fecha exacta de la llegada de las vacunas al Perú.

El 7 de febrero, Sagasti estuvo presente en el Aeropuerto Internacional Jorge Chávez supervisando la llegada del primer lote con 300 mil dosis de la vacuna contra la COVID-19 del laboratorio chino Sinopharm, que serviría para inmunizar al personal sanitario en la primera línea de acción.

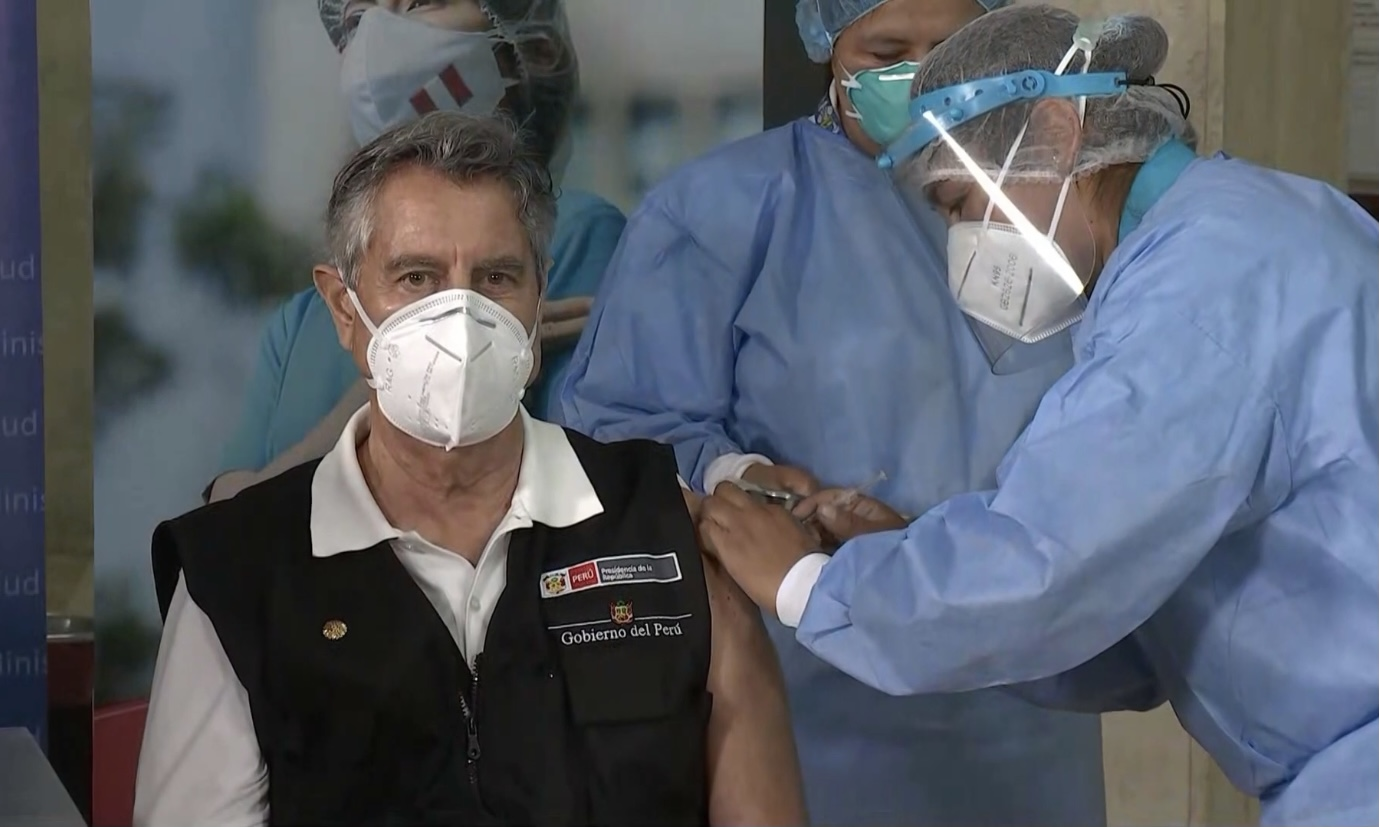
Sagasti recibiendo la primera dosis de la vacuna de Sinopharm.

El 8 de febrero, en el primer día del proceso de vacunación, a horas de la noche, el mandatario se vacunó contra la COVID-19, convirtiéndose así en unas de las primeras personas inmunizadas junto con el personal médico del país. Previo a eso, brindó un balance del proceso y cómo se estaba llevando a cabo.
Finalmente se han firmado varios convenios y en julio de 2020 la vacunación ha alcanzado a más de 9 millones de habitantes del Perú.[cita requerida]
Teniendo Sagasti un 89% de aprobación sobre el proceso de vacunación para la COVID-19, según IPSOS.

### Vacunagate
El día 10 de febrero de 2021, el periodista Carlos Paredes reveló en el programa Beto a saber que el expresidente Martín Vizcarra y su esposa se habían vacunado contra la COVID-19 en octubre de 2020. La información fue confirmada al día siguiente por el expresidente Vizcarra quien informó a la prensa: “Finalmente tomé la decisión valiente de sumarme a los 12,000 voluntarios y que me hagan la prueba experimental. Confirmo que fue el 2 de octubre [de 2020]”.
Tras lo dicho por el expresidente, el Congreso de la República citó a la ministra de Salud Pilar Mazzetti, quien ejerció el cargo durante el gobierno de Vizcarra. Del mismo modo citaron a la presidenta del Consejo de Ministros Violeta Bermúdez y al ministro de Trabajo y Promoción del Empleo, Javier Palacios Gallegos para que informen sobre los avances en la lucha contra la pandemia de la COVID-19. Los ministros se presentaron en el Congreso el mismo día y Mazzetti sostuvo que desconocía sobre la vacunación de Vizcarra y que alguien como el presidente debe abstenerse de participar en ensayo clínico.
El día 12 de febrero diversos medios informaron que se estaba redactando una moción de censura contra ella, la cual no llegó a ser firmada por el número requerido de congresistas ni presentada para su trámite. En el mismo sentido, diversas bancadas del Congreso rechazaron promover una censura contra Mazzetti. Sin embargo, por la noche del día 12 de febrero, Mazzetti renunció al cargo. 
Por la mañana del 13 de febrero, Sagasti, en una entrevista en Radio Programas del Perú defendió a la ministra Mazzetti y calificó como "injusto" el trato que recibió de parte del Congreso de la República: La doctora estuvo muchos años al frente del Minsa, ha hecho un esfuerzo extraordinario, todos hemos visto lo agotada que está y lo injusto que ha sido el tratamiento que se le ha dado, no solo en los medios sino en el Congreso.
El día 13 de febrero, Óscar Ugarte juró como nuevo ministro de Salud en reemplazo de Pilar Mazzetti, convirtiéndose así en la segunda persona en ocupar el cargo durante el gobierno de Francisco Sagasti. Durante la ceremonia, la exministra fue invitada por el presidente a la balaustrada del Salón Dorado, para el relevo ministerial.
El día 13 de febrero también renunció el viceministro Salud Luis Suárez Ognio. Al día siguiente, el exviceministro reveló que él y miembros de equipo fueron vacunados en octubre de 2020. La misma noche del día 14, la ministra de Relaciones Exteriores Elizabeth Astete reveló que ella también fue vacunada el 22 de enero de 2021 y renunció al cargo.
La noche del 14 de febrero, en una entrevista en el programa Cuarto poder, el ministro de Salud Óscar Ugarte Ubilluz reveló que los dos viceministros de Salud habían sido vacunados, información que era conocida por la exministra Pilar Mazzetti.
El 15 de febrero de 2021, Allan Wagner juró como nuevo Ministro de Relaciones Exteriores en una cermonia realizada en el Salón Dorado de Palacio de Gobierno.
El día 15 de febrero de 2021 se reveló que la exministra de Salud Pilar Mazzetti Soler también se había vacunado. El diario El Comercio informó que Mazzetti había recibido la primera dosis a mediados de enero y la segunda el 6 de febrero.
El día 16 de febrero de 2021, el diario El Comercio detalló que ocho funcionarios de la comisión que negoció con Sinopharm se vacunaron antes y después del acuerdo de compra. La Comisión estaba integrada por 18 personas, entre ellas representantes del Ministerio de Relaciones Exteriores, del Ministerio de Salud, del Ministerio de Economía y Finanzas, del CONCYTEC, de la Presidencia del Consejo de Ministros, del Instituto Nacional de Salud, de la Universidad Peruana Cayetano Heredia y de la Universidad Nacional Mayor de San Marcos.
El día 22 de marzo de 2021, la embajadora y excanciller Elizabeth Astete asistió a la Subcomisión de Acusaciones Constitucionales del Congreso de la República, en la cual reafirmó que le había comentado al presidente Francisco Sagastisobre su vacunación y que éste aprobó dicho procedimiento; además, la diplomática comentó que el presidente Sagasti le pidió que continuara en el cargo de Ministra de Relaciones Exteriores tras la presentación de su carta de renuncia. La embajadora afirmó que la premier Violeta Bermúdez le pidió no involucrar al presidente Sagasti. Tras ello, Bermúdez negó lo afirmado por la ministra Astete.

### Polémica por la importación de vacunas
El día 24 de febrero, la premier Violeta Bermúdez afirmó que los privados no podrían importar vacunas porque los laboratorios farmacéuticos no negociaban con privados. La premier argumentó: "Este no es el momento, porque nadie está vendiendo a privados". Esta afirmación fue desmentida el día 26 de febrero por el embajador de la Federación Rusa en el Perú, Igor Romanchenko, quien afirmó que su país estaría dispuesto a negociar su vacuna Sputnik V con empresas y gobiernos regionales.
El día 27 de febrero, el ministro de Salud, Óscar Ugarte afirmó que "no hay problema" con que los privados negocien con Rusia para las vacunas Sputnik V. Sin embargo, al día siguiente, la premier Violeta Bermúdez desmintió lo afirmado por el ministro Ugarte y descartó que las empresas privadas puedan importar vacunas COVID-19.
El día 28 de febrero de 2021, el presidente Francisco Sagasti se mostró en contra de la importación de vacunas por parte de las empresas privadas y argumentó Lo que no queremos es que el que tiene plata se vacune y el que no tiene, no.

### Conflictos sociales

#### Paro Agrario
El día 30 de noviembre de 2020 trabajadores de agroexportación iniciaron un paro agrario en distintos sectores del departamento de Ica, quienes exigen la derogatoria del decreto de urgencia 043-2019, que amplía la vigencia de la Ley de Promoción Agraria y además mejoras en sus condiciones laborales. Los manifestantes bloquearon la carretera Panamericana Sur desde la madrugada del día 30 y se registraron ataques a la propiedad pública y privada, y sustracción de bienes y productos agrícolas en haciendas y oficinas del Estado. El día 1 de diciembre, la Presidencia del Consejo de Ministros convocó a una mesa de diálogo con algunos trabajadores; sin embargo, no permitieron la participación de los empleadores. Los voceros del Frente de Trabajadores Agrarios de Ica no asistieron a la mesa de diálogo. El mismo día, trabajadores de la provincia de Pisco, y los sectores de Parcona, Santiago y Tate se sumaron al paro agrario. Luego de ser instalada, la mesa de diálogo culminó sin acuerdos entre el Gobierno y los trabajadores.
El día 2 de diciembre el ministro de Trabajo Javier Palacios Gallegos asistió a la mesa de diálogo; sin embargo no logró acuerdos con los trabajadores. Los agricultores decidieron dar una "tregua humanitaria" para que los vehículos transiten desde las 17:00 horas hasta las 00:00 horas del 3 de diciembre. Luego de ello, se reanudó el bloqueo de la Panamericana Sur.
El día 3 de diciembre, trabajadores del sector agrario de la provincia de Virú en La Libertad se sumaron al Paro Agrario y bloquearon la carretera Panamericana Norte exigiendo mejores condiciones laborales, así como la derogación de la Ley de Promoción Agraria. Al mediodía del 3 de diciembre diversos medios reportaron un fallecido en las protestas. Ante ello, el presidente Sagasti lamentó los hechos y afirmó que existen "intereses particulares" que buscan desestabilizar su gobierno de transición.
El día 4 de diciembre, el Poder Ejecutivo envió un Proyecto de Ley al Congreso para modificar el capítulo laboral de la Ley de Promoción Agraria; sin embargo, el Congreso descartó el pedido y acordó derogar la Ley y formar una comisión multipartidaria para crear un régimen laboral para el agro. Ante ello, el presidente Sagasti anunció que no observaría la norma. El mismo día se reportó un segundo muerto como consecuencia de las protestas.
El día 20 de diciembre, los ministros de Economía y Finanzas y Trabajo y Promoción del Empleo participaron en la sesión del Congreso destinada al debate y votación de la nueva Ley Agraria. En dicha sesión, el Ejecutivo se mostró en contra de distintos aspectos del proyecto de Ley. Horas más tarde, el Congreso decidió retornar el proyecto a trámite de Comisiones para llegar a uno de consenso. El día 21 de diciembre, los agricultores reanudaron la toma de carreteras en la Panamericana Sur en Ica y en la Panamericana Norte en La Libertad.
El día 30 de diciembre, tres jóvenes fallecieron en la provincia de Virú como consecuencia de las protestas, uno de ellos de 16 años.

#### Protestas antimineras
El 2 de diciembre de 2020, se inició una huelga indefinida en Apurímac, en exigencia al Estado y a la minera MMG Las Bambas. La huelga inició con el bloqueo del Corredor Minero del Sur.

## Ideología y posiciones
En cuanto a su ideología política, Sagasti se describe a sí mismo como un centrista, afirmando "Desde la universidad, muchos movimientos de izquierda me han tentado, pero no creo que haya que destruir todo para crear cosas nuevas... Eso es lo que me hace una persona de centro. Soy una persona con una concepción más reformista de las cosas”. Ha apoyado la eliminación de la inmunidad parlamentaria del Congreso de la República del Perú, afirmando que los criminales utilizan tales protecciones para evitar el enjuiciamiento. Al discutir la orientación sexual y los derechos reproductivos, Sagasti apoya el matrimonio igualitario y el derecho al aborto debido al embarazo por violación, aunque se opone al aborto en circunstancias ordinarias, afirmando que "el aborto es una situación extremadamente difícil... No es lo mismo una situación límite de una mujer joven, una niña violada, que no es capaz de ser madre, que la de una mayor persona que ha tomado sus decisiones y que tiene que aceptar las consecuencias. Cada persona tiene que ser capaz de aceptar las consecuencias de sus actos”. Sagasti también promovió un proceso de certificación más estricta para las universidades en Perú, diciendo que "la educación superior no es como comprar chicle".

## Distinciones
Se mencionan algunas de ellasː
- 1980: Medalla de Paz de las Naciones Unidas y Premio Paul Hoffman, otorgado por la Sociedad para el Desarrollo Internacional, por "contribuciones sobresalientes y significativas al desarrollo nacional e internacional".
- 1982: Conferencista visitante distinguido por la Fulbright en las Universidades Stanford, Berkeley, UCLA, y Columbia.
- 1999: Premio de Resistencia otorgado por la revista Caretas a diez personalidades que se destacaron durante el año, debido a sus contribuciones a la gobernabilidad democrática en el Perú.
- 2005: Antorcha de Habich de la Universidad Nacional de Ingeniería.
- 2012: Medalla del Gobernador General de Canadá, otorgada durante la primera visita de un jefe de Estado de Canadá al Perú por "sus esfuerzos para fortalecer las relaciones entre Perú y Canadá".
- 2013: Doctor honoris causa de la Universidad Continental, Huancayo, Perú.

## Publicaciones
Sagasti ha publicado más de 25 libros, algunos en coautoría con politólogos e investigadores, que tratan sobre tecnología, innovación, democracia y buen gobierno. También cuenta con un destacado número de artículos para revistas especializas y diarios como Caretas, Perú 21, El Comercio, y La República. Asimismo ha sido miembro del consejo editorial de las revistas Foresight, El Trimestre Económico, World Development y Technological Forecasting and Social Change.

### Libros publicados
- El reto del Perú en la perspectiva del tercer mundo (en coautoría con Jorge Bravo Bresani y Augusto Salazar Bondy). Lima, Moncloa-Campodónico, 1972.[113]
- Tecnología, planificación y desarrollo autónomo. Lima, Instituto de Estudios Peruanos, 1977.[114]
- Ciencia y tecnología para el desarrollo: informe comparativo central del proyecto STPI. Bogotá, 1978 (con ediciones en inglés y francés).[26]
- Ciencia, tecnología y desarrollo latinoamericano. México, Fondo de Cultura Económica, 1981.[115]
- La política científica y tecnológica en América Latina. El Colegio de México, Programa de Ciencia y Tecnología para el desarrollo, 1983.[116]
- Democracia y buen gobierno: informe final del Proyecto Perú (en coautoría con Pepi Patrón, Nicolás Lynch y Max Hernández). Lima, Editorial Apoyo, 1996.[117]
- Una búsqueda incierta: ciencia y tecnología para el desarrollo (compilador, con J. Salomón y C. Sachs). México, Fondo de Cultura Económica, 1996.[118]
- Imaginemos un Perú mejor. Lima, Agenda: Perú, 1999.[119]
- Development Cooperation in a Fractured global Order (con Gonzalo Alcalde). Ottawa, International Development Research Centre, 1999.[120]
- A Foresight and Policy Study of the Multilateral Development Banks. Estocolmo, Swedish Ministry for Foreign Affairs, 2000.
- Perú: Agenda y Estrategia para el Siglo 21, Lima, Agenda: PERÚ, 2000.[121]
- La banca multilateral de desarrollo en América Latina. Naciones Unidas, CEPAL, 2002.[122]
- Knowledge and Innovation for Development. Londres, Edward Elgar Publishing, 2005.[123]
- The Future of Development Financing: Challenges and Strategic Choices (con Keith Bezanson y Fernando Prada). Basingstoke (Gran Bretaña), Palgrave Macmillan, 2005.[124]
- Power, Purse and Numbers: A Diagnostic Study of the UN Budget and Finance Process and Structure (con Úrsula Casabonne y Fernando Prada). Estocolmo, The Four Nations Initiative, 2007.
- Ciencia, tecnología, innovación. Políticas para América Latina, Lima, Fondo de Cultura Económica, 2011.[125]
- Un desafío persistente. Políticas de ciencia, tecnología e innovación en el Perú del siglo 21 (en coautoría con Lucía Málaga Sabogal). Fondo de Cultura Económica, 2017.[126]
- Gobernar en tiempos de crisis. Políticas e ideas en el Gobierno de Transición y Emergencia, Perú 2020-2021 (con Lucía Málaga y Giacomo Ungarelli). Lima, Editorial Planeta, 2023.

## Televisión
- En 1990 participó en una serie de televisión Héroes locales y cambio global (Local heroes, global change), producida por WHGH, en Boston.[4][127]
- En 1985 fue anfitrión de una serie de televisión de seis capítulos sobre Caminos hacia el Desarrollo, producida por TV Ontario, Canadá.[4]
- Entre el 2005 y el 2007 Francisco Sagasti diseñó, produjo y condujo (con Zenaida Solís y Rafo León) una serie de nueve episodios de televisión en el programa Abriendo Caminos sobre los cambios económicos, sociales y políticos en el Perú contemporáneo.[4]

## Discografía
- Mónica interpreta a Sagasti - Letra y música de Francisco Sagasti. Interpretación de Mónica Gastelumendi (CD, 2016).[128]